# Alejo Abutcov
Alejo Vladimir Abutcov fue un destacado compositor e intérprete de origen ruso, profesor de la Capilla Imperial de Coral de San Petersburgo, discípulo y amigo de León Tolstói y de Rimsky Korsakov.

## Biografía
Alekséi Vladímirovich Abutkov nació en la provincia de Sarátov, al sur de Rusia, el 29 de febrero de 1872, hijo de los terratenientes Vladímir Nikoláievich Abutkov y Aleksandra Alekséievna Abutkova.

### Estudios
En 1879, a los 7 años de edad, comenzó sus estudios de piano tomando clases particulares. Posteriormente se trasladó a Moscú para estudiar en la Universidad Imperial recibiéndose de Profesor en Ciencias Naturales e Ingeniero Agrónomo.
En esa ciudad continuó sus estudios musicales con el compositor y pedagogo Paul Pabst. Allí se convirtió en discípulo y amigo de León Tolstói.
A comienzos de la década del 1900, ingresó al Conservatorio de San Petersburgo, donde estudió con Nikolái Soloviov, Aleksandr Glazunov y Nikolái Rimski-Kórsakov. Tras egresar en 1907 con el título de compositor y concertista, estudió orquestación en Alemania con Engelbert Humperdinck.

### Carrera en Rusia
De regreso en San Petersburgo, entre 1907 y 1913 trabajó como profesor de piano, armonía, contrapunto y fuga en la Capilla Coral Imperial y escribió el manual utilizado para el estudio de sus materias.
Tras la revolución de 1917, se trasladó a la ciudad de Simbirsk, Ulianovsk, donde continuó trabajando como profesor. El mayor de sus cuatro hermanos, Nikolay Abutkov, era general y ocupaba un alto cargo en el Ejército Blanco, y por otra parte sus ideales filosóficos y religiosos lo exponían políticamente ante el nuevo régimen. Convocado para colaborar con la Tercera Internacional en su carácter de un experto en las lenguas esperanto e ido se negó y en 1919 fue detenido por “actividad antisoviética”. Encarcelado y condenado a muerte escapó de prisión con la ayuda del médico Vladimir Cherkov, también discípulo de Tolstói. Su Manual fue prohibido por los bolcheviques, quienes mandan a destruir los ejemplares existentes.
Fallecida su esposa, Natalya Rikov, abandonó definitivamente su país, donde permaneció su único hijo. Exiliado en Varna (Bulgaria), en julio de 1922 se inscribió en la Asociación de Profesores de Música de Bulgaria, pero al poco tiempo pasó a Francia y se incorporó a una compañía dramática y musical que partía en gira a Sudamérica.

### Argentina
En marzo de 1923 se radicó en la ciudad de Buenos Aires, capital de la República Argentina. 
Tras inscribirse en la Asociación del Profesorado Orquestal, sobrevivió dando clases privadas y en algunos conservatorios de la ciudad y como pianista en cafés y restaurantes. Realizó también una gira por Uruguay y Chile como director de una compañía de ópera y ballet constituida por connacionales.
En septiembre de 1924 adquirió una finca en Carmensa, Colonia San Pedro del Atuel, departamento General Alvear, al sur de la provincia de Mendoza, con el objeto de fundar una colonia regida por la filosofía de Tolstói. Allí construyó él mismo su casa de barro y ramas (quincha), cultivó la tierra y enseñó a los niños campesinos. Intentó crear una filial local de “Solidaridad Internacional Antifascista” y entre 1925 y 1926 publicó artículos en revistas anarquistas de Buenos Aires, pero su colonia fracasó, logrando sumar sólo una familia y dos agricultores solteros.
En 1928 creó el Conservatorio "Schubert" en la ciudad de General Alvear, a 20 km de su finca, primero del sur mendocino. Incorporado al Instituto Musical Santa Cecilia de Buenos Aires funcionaría hasta la muerte del compositor y formaría a cerca de 200 alumnos. Único profesor, Abutcov enseñaba piano, violoncelo, viola, violín, canto, guitarra, armonio, mandolín, trombón, acordeón, bandoneón, composición, teoría y solfeo.
Falleció en General Alvear el 25 de agosto de 1945 y fue sepultado en el cementerio de esa ciudad. El 18 de abril de 1996 fue finalmente sobreseído por el gobierno ruso.

## Su obra
Se conserva sólo una pequeña parte de su producción, estimada en 400 obras: música sinfónica, coral, de cámara, solos de piano, y para canto y piano. Además del mencionado Manual para el estudio de contrapunto, canon y fuga, escribió un Manual de Armonía y textos para uso en su Conservatorio.